# Боншан, Шарль де
Маркиз Шарль Мельхиор Артю де Боншан (фр. Charles Melchior Artus de Bonchamps; 10 мая 1760 — 18 октября 1793) — один из шести главных предводителей Вандейского мятежа.

## Биография

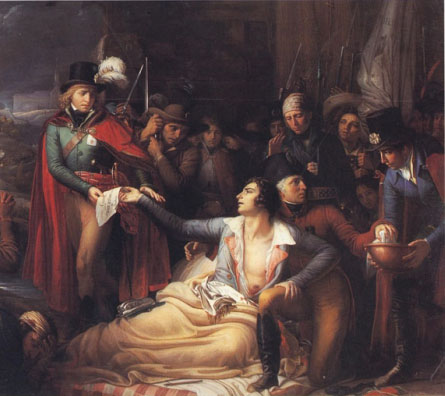
«Смерть Боншана» (фрагмент), худ. George Degeorge, 1837.

С началом Французской революции Боншан удалился в свой уединённый замок в департамент Мена и Луары, где ему вручено было начальство над анжуйскими повстанцами. Во главе этого формирования он соединился с двумя другими лидерами Вандейских роялистов — Анри Ларошжакленом и Жаком Кателино. Их объединенные войска овладели городами Брессюиром и Туаром.
Во время неудачной атаки вандейцев на Нант ему раздробило руку. Тем не менее, когда схватка с войсками генерала Клебера на берегу Севра, близ Торфу грозила поражением войсками Боншана, он с раненой рукой бросился в центр битвы и склонил победу на сторону вандейцев. Пытался склонить других лидеров восстания временно отступить за Луару из-за значительного численного перевеса противника, однако был обвинён в трусости.
Боншан погиб в сражении при Шоле, получив смертельную рану в грудь. Отступившие вандейцы унесли его с собою и поклялись отомстить за него, пообещав убить 5 тысяч пленников-республиканцев, однако уже умирающий Боншан отдал приказ этого не делать.

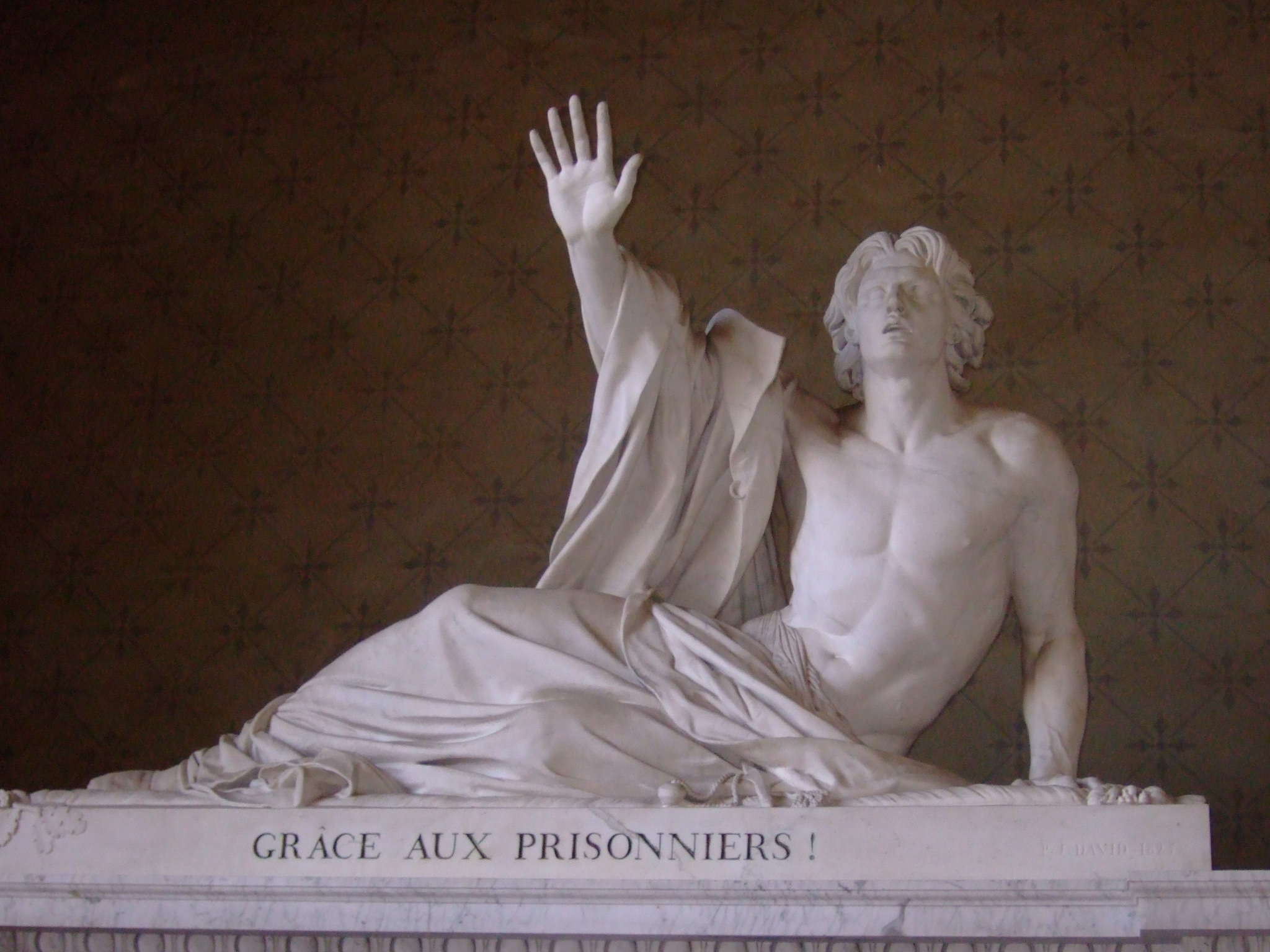
Скульптура работы Давида д’Анже